# Argo (pas)
Argo (grč. Ἄργος, Argos) vjerni je Odisejev lovački pas, iz Homerova epa o Odiseju koji ga je jedini prepoznao nakon dvadesetogodišnjeg izbivanja, po dolasku u vlastitu palaču na Itaki.

## Etimologija
Argovo ime dolazi od grčke riječi αργος, argos = "blistav", "sjajan".

## Mitologija
Prema Homeru, Odisej se vratio kući na Itaku nakon dvadesetogodišnje odsutnosti. Dok je razgovarao s ostalima prerušen, dignuo je stari domaći pas na vratima glavu i naćulio uši. Odisej ga je othranio prije nego što je krenuo pred Troju. Nekad je pratio ljude u lov, a sad je ležao star, pred vratima na gnojištu, pun pasjih uši.
Ugledao je Odiseja i prepoznao ga bez obzira na krinku te je spustio uši i mahnuo repom, no nije se mogao približiti od slabosti. Odisej je potajno otro suzu s oka opazivši to te reče svinjaru da mu se čini da je taj pas nekoć bio ne tako loš i da se to vidi prema njegovu uzvrastu. Svinjar Eumej to potvrdi i reče da je to bio najmiliji lovački pas njegova gospodara koji je tragao za divljači, a da sada, otkad nema gospodara, leži ovdje i čak ne dobiva ni dovoljno hrane. Svinjar uđe u palaču, a pas, vidjevši opet svog gospodara, spusti glavu i ugine. 

## Vanjske poveznice
- Homer: Odiseja (engl.)